# Volcán de Usulután
El volcán de Usulután se encuentra situado cercano a la Sierra Tecapa-Chinameca en el departamento de Usulután en El Salvador.
Forma parte de la planicie costera en donde se localiza la ciudad del mismo nombre. Consiste en una formación rocosa, y posee dos picos. No tiene cráteres.